# Ministério da Justiça e da Reforma Administrativa
O Ministério da Justiça e da Reforma Administrativa foi a designação de um departamento do VIII Governo Constitucional de Portugal, liderado por Pinto Balsemão. O titular da pasta foi José Menéres Pimentel.